# Leisure Suit Larry in the Land of the Lounge Lizards
Leisure Suit Larry in the Land of the Lounge Lizards (дословно «Ларри в выходном костюме в Стране альфонсов-подхалимов») — приключенческая игра 1987 года издания, первая игра в одноимённой серии. Это полностью графический квест, запускающийся в 16-цветном режиме EGA. Для разработки и запуска игры использовался движок AGI (Adventure Game Interpreter). Первоначально игра была разработана для DOS и Apple II, позднее была портирована на другие платформы, такие как Amiga, Atari ST, Apple IIGS и TRS-80 Color Computer.
В многочисленных русских локализациях in the Land of the Lounge Lizards проходит под несколькими переводами: «В Стране Ленивых Ящериц», «В Землях Праздных Ящериц» и «В Стране Прожигателей Жизни». Словосочетание lounge lizard в повседневной английской речи обозначает престижно одетого (по временам 1920-х годов, откуда и исходит выражение, престижем считалось ношение кожаной одежды), но по сути небогатого мужчину, ищущего для себя спонсора-женщину, то есть в русском простонародном языке — «альфонса».
В 1991 году был выпущен ремейк на движке SCI1, запускавшийся в 256-цветном режиме, и имевшим полностью ориентированный на мышь интерфейс «укажи и щёлкни». 27 июня 2013 года компания Replay Games совместно с Элом Лоу выпустила второй ремейк под названием Leisure Suite Larry: Reloaded, с рисованной графикой высокого разрешения (как в седьмой части); игра доступна на Windows (посредством Steam и On-Live), Mac OS X, Apple iOS, Android, Xbox Live Arcade и PlayStation Network.
Действие игры происходит в вымышленном городе Лост-Вейгасе (англ. Lost Wages, переводы названий и имён в статье соответствуют русскому переводу игры от Taralej & JaboCrack). Главный герой по имени Ларри Лафер — пытается найти «настоящую любовь» (или хотя бы лишиться девственности). Первая игра определила особенности всех последующих игр серии, такие как внешний вид Ларри, постоянные неудачи на любовном фронте и склонность говорить двусмысленностями. Сюжет и загадки игра унаследовала из Softporn Adventure — текстового квеста для Apple II, выпущенного в 1981 году.

## Игровая механика
Игрок контролирует передвижения главного героя стрелками клавиатуры, или мышью; все действия (такие как «open door», «get rose», «call taxi» — рус. «открыть дверь», «взять розу», «вызвать такси») необходимо вводить с помощью клавиатуры, как в текстовых квестах, при этом Ларри должен находится в непосредственной близости от объекта действия. Алгоритм поиска пути не реализован, при перемещениях Ларри застревает во всех препятствиях. В игре несколько локаций — бар Лефти, казино, универсам, дискотека и свадебная часовня, некоторые из которых расположены рядом, а для перемещения в другие надо использовать такси. Такси стоит денег, но попытка перейти дорогу всегда кончается смертью персонажа (появляется сообщение, что «здесь просто убийственный трафик»). В целом, в игре, как и в других классических квестах от Sierra, есть очень много возможностей погибнуть: кроме попытки перейти дорогу, Ларри гибнет зайдя в подворотню, не заплатив таксисту или продавцу, если не использует презерватив во время «общения» с проституткой от венерического заболевания (это происходит не сразу, а спустя какое-то время), если выйдет на улицу, не сняв презерватив, если попытается дотянуться от балкона до ближайшего подоконника, и так далее. Иногда после гибели тело Ларри опускается под землю, и появляется анимационная вставка, объясняющая, «что происходит после нажатия кнопки Сначала»: в подземной лаборатории, в которой чинят сломанных героев других квестов, таких как King's Quest, тело Ларри утилизируют, собирают новое и возвращают в игру (в ремейке 1991 года останки Ларри помещают в гигантский блендер). В игре нет явных головоломок — большинство загадок вплетено в сюжет.
Когда Ларри разговаривает с важными для сюжета девушками, появляется детализированный портрет девушки (чего не случается при общении с обычными неигровыми персонажами). Хотя не от всех ему удастся добиться взаимности, всем им нужны различные подарки или деньги, поиск которых составляют существенную часть игры. Деньги, которые тратятся на покупки в магазине, баре, такси, необходимы для прохождения игры (если у Ларри не остаётся ни гроша, игра заканчивается). Деньги можно добыть только в казино, играя в блек-джек или на слот-машине.
Вследствие «пикантного» характера игра содержала систему определения возраста игрока, представляющую собой тест из серии вопросов (в основном, по культуре и политике), ответы на которые, по идее авторов, должны знать только взрослые. Из-за того, что большинство вопросов были тесно связаны со знанием американских культурных реалий, игроки из других стран испытывали трудности с прохождением нелокализованного теста; к тому же к настоящему времени вопросы сильно устарели (например, вопрос об О. Джей Симпсоне) Впрочем, любой, даже самый неискушённый подросток мог пройти проверку, вооружившись терпением и листком бумаги, кроме того, «проверку на взрослость» можно пропустить, нажав Alt-X.

## Сюжет

Lefty’s Bar («Бар Левши»), первая игровая локация. Бар № 1 среди компьютерных игр по версии destructoid.

Действие игры происходит в Лост-Вейгасе (англ. Lost Wages — «растраченная получка», намёк на Лас-Вегас). Главный герой игры по имени Ларри Лафер — сорокалетний, лысеющий, придурковатый агент по продажам (или программист) оказывается у «бара Лефти», одетый в полиэстеровый костюм, и с сотней долларов в кармане. В ходе дальнейших приключений ему предстоит лишиться девственности, или погибнуть: игроку даётся два часа реального времени, после чего Ларри совершает самоубийство и игра заканчивается (в переиздании 1991 года счётчик и сцена самоубийства отсутствуют). Счётчик можно остановить, пообщавшись с проституткой (при этом смерти от венерических болезней можно избежать, купив презерватив в универсаме); игра сообщает, что хотя «технически» Ларри уже не девственник, ему предстоит продолжить поиски. В ходе «поисков» Ларри предстоит пообщаться с четырьмя женщинами: безымянной потрёпанной проституткой; девушкой из клуба, с весьма невысокими моральными устоями по имени Фаун (англ. Fawn); Верой (англ. Faith), секретаршей, верной своему парню; и конечной целью Ларри — красоткой из бассейна пентхауса по имени Ева (англ. Eve). К Еве можно попасть только «пройдя» других девушек, и её соблазнение — конечная цель игры (подобная структура игры характерна для большинства последующих частей Leisure Suit Larry, кроме второй игры серии). Значительная доля игрового юмора построена на унижении Ларри: это делают другие персонажи или рассказчик, комментирующий различные действия игрока или обстоятельства, в которых он оказывается.
«Официальная книга Ларри в выходном костюме» рассказывает предысторию появления Ларри в Лост-Вейгасе: согласно ей, Лоренс (Ларри) Лафер всю жизнь был «занудным ботаником» и в конце концов стал программистом. Он жил в доме матери, никогда не был в близких отношениях с друзьями, женщинами или коллегами, и каждый его день был похож на предыдущий. Когда ему было около 38 его разум забил сексуальную тревогу и Ларри впервые стали посещать скоромные мысли: он начал читать журналы для взрослых и уже не мог сконцентрироваться на работе. Из-за этого вся прежняя жизнь полетела кувырком — его уволили с работы, а когда он пришёл домой, то обнаружил, что его дом продан, а мать уехала в отпуск. Ларри принял решение «перевернуть эту страницу жизни»; он всё бросил и решил начать вести разгульную жизнь. Будучи фанатом 70-х и до сих пор считая, что стиль 70-х — это «круто», он покупает полиэстеровый костюм (англ. leisure suit) и позолоченный медальон на цепочке (на выручку от продажи коллекции Барри Манилоу). В Лост Вейгасе он продаёт свой «Фольксваген-Жук» на свалку за $94, и оказывается у бара Лефти.

## Разработка
Создатель Ларри — Эл Лоу — начал свою карьеру в качестве учителя музыки в средней школе. Проработав учителем около 15 лет, он решил научиться программированию и преуспел в этом: в 1982 году он создал три игры для Apple II («Dragon’s Keep», «Bop-A-Bet», и «Troll’s Tale»), которые купила Sierra Entertainment. С этого времени Эл работал в Sierra как программист и геймдизайнер. В числе его первых проектов были игры по мультфильмам Уолта Диснея, King's Quest III: To Heir Is Human (третьей части «Королевского квеста») и Police Quest (первой части «Полицейского квеста»). Кроме того, Лоу писал музыку для других игр Sierra.
В 1986 году Лоу только что закончил совместно с Робертой Уильямс King’s Quest III, и обсуждал с Кеном Уильямсом (главой Sierra) следующий проект. Им пришло в голову, что на рынке нет игр, нацеленных на взрослую аудиторию: все «спасают принцесс или галактику». Разговор зашёл о старом текстовом квесте Sierra — Softporn Adventure (первый и единственный текстовый квест от компании изобретателя графических квестов). Кен предложил сделать ремейк игры, предназначенный для взрослой аудитории, с «современной 3D графикой высокого разрешения» (имелся в виду движок AGI) и музыкой. Лоу давно не запускал Softporn Adventure, и обнаружил, что игра совершенно устарела: там практически нет главного героя, почти нет сюжета, текстовых описаний, игра распознаёт совсем немного слов, вводимых пользователем. Лоу сказал Кену, что не сможет сделать игру, если ему не дадут возможности посмеяться над её устаревшим стилем, и что «игра настолько отсталая, что должна носить полиэстеровый костюм». Так на свет появился Leisure Suit Larry.
Лоу сохранил все локации, персонажей и загадки оригинальной игры, но добавил в игру юмор и деталей, которых там не было. Основная доля юмора пришлась на главного героя, то есть Ларри, над которым постоянно иронизирует некий «закадровый голос»/«рассказчик». При этом рассказчик обращается к Ларри на ты, что звучит так, как будто он обращается непосредственно к игроку (например, «ты нашёл ключи»). Кроме того, Лоу добавил множество описаний предметов, которые пользователь видит на экране или в инвентаре. По его словам, единственное описание локации из Softporn, которое он не стал менять, это описание кладовки в баре Лефти (…the peeling paint gives the roaches something to watch — «краска, облезающая со стен, разнообразит досуг тараканов»). По словам Лоу, прототипом главного героя был один из агентов по продажам Sierra, который, возвращаясь из командировок, заходил в студии похвастаться о своих достижениях.
В те времена в Sierra постоянно не хватало квалифицированных художников, и Марка Кроу (англ. Mark Crowe) им удалось привлечь к разработке игры всего на 4 недели. Ввиду очень сжатых сроков Кроу работал по выходным, но справился, нарисовав всю графику за месяц. Это была непростая задача, так как кроме ограничения на 16 цветов, графика движка AGI — векторная: все объекты представляют собой точки, соединённые линиями и заполненные определённым цветом.
Поскольку игра была небольшая, она была закончена за 3 месяца. Однако это была первая не детская игра, и Лоу, опасаясь провала, уговорил Кена устроить бета-тестирование. Лоу включил в игру кусок кода, который записывал вводимый пользователем текст, если игра не могла его распознать. Так он получил обратную связь, которой никогда не имел: где и когда пользователь «застревал», и что он при этом писал. По результатам Лоу добавил сотни новых вариантов ответов. На тестирование и доводку ушло ещё 2 месяца, и в июне 1987 года игра была закончена и поступила в продажу.

### Название
Название игры, так же как и имя главного героя, представляет собой пример аллитерации, основанной на повторении буквы L. В свою очередь, сленговый термин lounge lizard означает тип социального паразита, жиголо, ищущего обеспеченных женщин на элитных вечеринках, лобби отелей, барах и ресторанах; также может означать просто завсегдатая коктейльных баров.

## Реакция на игру
| Сводный рейтинг                 | Сводный рейтинг   |
| Агрегатор                       | Оценка            |
| ------------------------------- | ----------------- |
| Metacritic                      | 80,67 %           |
| Иноязычные издания              |                   |
| Издание                         | Оценка            |
| AllGame                         | Very Good         |
| MikroBitti (1988)               | 100/100           |
| Just Games Retro (2006)         | 75/100            |
| Adventure Gamers (2004)         | 70/100            |
| Techtite (2000)                 | 60/100            |
| Adventure Classic Gaming (2007) | 5/5               |
| Русскоязычные издания           |                   |
| Издание                         | Оценка            |
| Absolute Games                  | 84 % (VGA-ремейк) |

Не будучи уверенной в том, как подобная игра будет воспринята, Sierra не стала проводить рекламной кампании. В первый месяц после выхода в июле 1987 года было продано всего 4 тысячи копий игры, что было полным провалом. Эл Лоу решил, что просто выбросил на помойку 6 месяцев своей жизни, и занялся разработкой Police Quest I. Однако информация об игре постепенно распространялась по «сарафанному радио», каждый месяц продавалось вдвое больше копий игры, чем в предыдущий, и к новому 1988 году игра была лидером продаж и несомненным коммерческим успехом Sierra. Было продано более 250 тысяч копий. «Ассоциация издателей программного обеспечения» (англ. Software Publishers Association) назвала игру «Лучшей фэнтезийной, ролевой или приключенческой игрой 1987 года». По мнению директора по маркетингу Джона Уильямса, множество розничных продавцов распространяло Ларри, но никто не хотел в этом признаться.
Интересно, что было продано намного больше копий руководства по прохождению, чем копий самой игры, что прямо свидетельствует об огромном количестве пиратских копий.
По мнению обозревателя сайта Adventure Classic Gaming, Эл Лоу обеспечил себе культовый статус, изобретя новый поджанр компьютерных игр, впервые в истории компьютерных игр успешно сочетав комедию, секс и геймплей в одной приключенческой игре, в которой «мужское либидо символизировано полиэстеровым костюмом». В игре множество скрытых шуток, которые, тем не менее очень легко пропустить; игра сама по себе довольно короткая, и по окончании её «игрок чувствует, что хочет чего-то большего». Сайт Allgame утверждает, что игра понимает более 400 слов, и «вы будете хохотать вместе с Ларри до самого конца, когда, найдя резиновую куклу, он наконец добьётся своего в бурлящем джакузи».

## Ремейк 1991 года
VGA-ремейк 1991 года был адаптацией первой игры для нового движка SCI1: вместо текстового ввода игрок использовал мышь и иконки действий, добавилась музыка в формате MIDI, вместо 16 цветов EGA игра использовала 256 цветов VGA. Игра сохранила сюжет и персонажей, добавив деталей и описаний предметов. «Тест на взрослость» также сохранился, но был переработан и включал в себя защиту от копирования (его по прежнему можно было пропустить нажав Ctrl-Alt-X). Управляемость игры была значительно улучшена: всего пять кнопок действий, выбор которых изменяет вид указателя (впервые применённом в King's Quest V). Например, нажатие кнопки «смотреть» превращает указатель в пиктограмму глаза, выбор предмета из инвентаря — в изображение этого предмета и так далее. В целом, игровой процесс стандартен для квестов того времени: игрок управляет перемещениями протагониста по экрану, путешествуя по игровому миру, общаясь, собирая и используя различные предметы, которые могут взаимодействовать как между собой, так и с другими объектами и персонажами. Процесс общения с другими персонажами игры неинтерактивен и необходим лишь для изложения сюжета (выбор вариантов ответов отсутствует). При разговоре с девушками, как и в оригинале, появляется детализированный портрет. Несмотря на улучшение юзабилити, многие игроки были недовольны отсутствием возможности текстового ввода, из-за чего игра, по их мнению, потеряла часть шуток.

Проверка на «взрослость» в VGA версии (в переводе Taralej & JaboCrack)

Ремейк также был коммерчески успешным: было продано более полумиллиона копий. Эта игра, как и предыдущая, была очень популярна у пиратов. Эл Лоу в одном из интервью журналу Retro Gamer упомянул, что русский консультант по компьютерам однажды сказал ему, что Ларри был настолько распространён в России, что рассматривался некоторыми как часть операционной системы DOS.
Переводом VGA-версии на русский язык занималась группа программистов и локализаторов из Ростова-на-Дону «Taralej & Jabocrack Software», известная в начале 90-х переводами таких игр, как Space Quest IV, Space Quest V и Gobliiins. Из-за того, что Ларри постоянно говорит двусмысленностями, а иногда каламбурами, адекватный перевод игровых текстов серии на русский язык, составляющий основную часть работы по локализации приключенческих игр, представляет собой нетривиальную задачу. Другую проблему представляют западные культурные реалии, совершенно незнакомые российским игрокам. Само название «Leisure Suit» (дословно англ. костюм для досуга) для западного человека однозначно соответствует определённому типу костюма, обычно из полиэстера, вышедшему из моды ещё в конце 70-х. В переводе от «Taralej & Jabocrack» были удачно адаптированы шутки и каламбуры оригинальной игры («проверка на взрослость», предшествующая запуску игры, также была переведена и адаптирована). Тем не менее, часть шуток в процессе перевода не была адаптирована: например, обрывки разговоров в баре, представляющие собой концовки «бородатых» неприличных анекдотов.

## Leisure Suit Larry: Reloaded
| Сводный рейтинг       | Сводный рейтинг |
| Агрегатор             | Оценка          |
| --------------------- | --------------- |
| Metacritic            | 58/100 (PC)     |
| Иноязычные издания    |                 |
| Издание               | Оценка          |
| GameSpot              | 40/100          |
| IGN                   | 41/100          |
| Русскоязычные издания |                 |
| Издание               | Оценка          |
| Riot Pixels           | 58/100          |

10 октября 2011 года Эл Лоу сообщил, что компания Replay Games, основанная выходцами из Sierra Online (генеральный директор — коллега Лоу по Sierra Пол Троу — Paul Trowe), начала разработку HD-ремейка Leisure Suit Larry in the Land of the Lounge Lizards
. Replay Games выкупила права на Ларри, и кроме первой части, планирует переиздать все шесть игр. Сообщалось, что сам Лоу прервал ради этого свой пенсионный отдых и принимает в разработке непосредственное участие.
2 апреля 2012 года Лоу сообщил, что проект собирает деньги фанатов на сайте Kickstarter. Целевая сумма — 500 тысяч долларов — позволит игре обойтись без издателя.
Проект сбора средств увенчался успехом и завершился 2 мая 2012 года, в сумме собрав свыше 674 тысяч долларов. Поскольку сборы превысили отметку 650 тысяч долларов, разработчики пообещали значительно дополнить игру: анонсирована новая девушка, новые локации и диалоги. В связи с этим Пол Троу сообщил, что теперь разработка займёт больше времени: первоначально выход игры был запланирован на октябрь 2012 года, затем выход был отложен до начала 2013 года.
Система Kickstarter работает таким образом, что деньги со счёта пожертвовавшего их пользователя не списываются до момента завершения кампании по сбору средств. Таким образом, пожертвования, за которые выдаются «вознаграждения» — ссылка на скачивание игры и тому подобное — фактически являются предзаказами. Для Leisure Suit Larry минимальная вознаграждаемая сумма равнялась 15$, за эти деньги пользователь получал ссылку для скачивания игры. Пожертвовав больше, можно было получить коробочный вариант игры с различными бонусами, такими как разнообразные сувениры, игровой саундтрек, возможность принять участие в бета-тестировании, «увековечивание» в виде одного из второстепенных персонажей игры (например, посетителей бара), и так далее, вплоть до ужина с самим Элом Лоу за 10 000$.
Саундтрек к игре написал номинант премии «Грэмми» композитор Остин Винтори. Игра вышла в продажу 27 июня 2013 года.

### Критика
В качестве достоинств, журнал ComputerBild отметил верность оригиналу, хорошо нарисованные локации и качественных саундтрек, а в качестве недостатков, короткий сюжет и малость нового контента.